# Grant R. Osborne
Grant R. Osborne (7 juillet 1942 - 4 novembre 2018) est un théologien évangélique américain et spécialiste du Nouveau Testament. Il est professeur de Nouveau Testament à la Trinity Evangelical Divinity School.

## Biographie

### Éducation
Il a étudié la mission chrétienne au Fort Wayne Bible College de Fort Wayne (Indiana) et a obtenu un Bachelor of Arts . Puis il a étudié le Nouveau Testament à la Trinity Evangelical Divinity School de Chicago et a obtenu un master. Il a également étudié le Nouveau Testament à l'Université d'Aberdeen en Écosse et a obtenu un doctorat.

### Carrière
Osborne enseigne au Winnipeg Theological Seminary et à l'université d'Aberdeen et est pasteur d'églises dans l'Ohio et l'Illinois. De 1977 à 2016, il est professeur de Nouveau Testament à la Trinity Evangelical Divinity School,.
Il se spécialise dans l'Herméneutique biblique, les Évangiles et le livre de l'Apocalypse. Il est surtout connu pour son concept de « spirale herméneutique », désignant un « processus ascendant et constructif consistant à passer d'une pré-compréhension antérieure à une compréhension plus complète, et à revenir en arrière pour vérifier et revoir le besoin pour correction ou modification de cet accord préliminaire ».
Il est membre du comité de traduction de la Bible pour la New Living Translation. Il est traducteur général pour les Évangiles et les Actes.
Il est membre de la Société de littérature biblique, de la Société théologique évangélique et de l'Institut de recherche biblique.

### Théologie
Osborne a des vues sotériologiques arminiennes. Dans A Classical Arminian View, il écrit en faveur d'une apostasie possible pour le vrai croyant.

## Publications

### Livres
- Grant R. Osborne et Stephen B. Woodward, Handbook for Bible Study, Grand Rapids, MI, Baker Book House, 1979
- Grant R. Osborne, The Resurrection Narratives: a redactional study, Grand Rapids, MI, Baker Book House, 1984
- Grant R. Osborne, The Hermeneutical Spiral: A Comprehensive Introduction to Biblical Interpretation, Downers Grove, IL, 1st, 1997
- Grant R. Osborne, Three Crucial Questions about the Bible, Grand Rapids, MI, Baker Book House, coll. « 3 crucial questions », 1994
- Grant R. Osborne, Revelation, Grand Rapids, MI, Baker Academic, coll. « Baker Exegetical Commentary on the New Testament », 2002
- Grant R. Osborne, Romans, Downers Grove, IL, IVP, coll. « IVP New Testament Commentary », 2004
- Grant R. Osborne, Matthew, vol. 1, Grand Rapids, MI, Zondervan, coll. « Zondervan Exegetical Commentary on the New Testament », 2010
- Grant R. Osborne, The Hermeneutical Spiral: A Comprehensive Introduction to Biblical Interpretation, Downers Grove, IL, Revised, 2010
- Grant R. Osborne, Mark, Grand Rapids, MI, Baker Book House, coll. « Teach the Text commentary series », 2014
- Grant R. Osborne, Carl R. Trueman et John S. Hammett, Perspectives on the Extent of the Atonement: 3 views, Nashville, TN, B & H Academic, coll. « Perspectives », 2015

### Ouvrages édités
- Grant R. Osborne et Scot McKnight, The Face of New Testament Studies: a survey of recent research, Grand Rapids, MI, Baker Academic, 2004
- Grant R. Osborne, Jon C. Laansma et Ray Van Neste, New Testament Theology in Light of the Church's Mission: Essays in Honor of I. Howard Marshall, Eugene, OR, Cascade Books, 2011

### Chapitres
- (en) Grant R. Osborne, Four Views on the Warning Passages in Hebrews, Grand Rapids, MI, Kregel Publications, 2007 (lire en ligne), « A Classical Arminian View »

## Festschrift
- Stanley E. Porter et Eckhard J. Schnabel, On the Writing of New Testament Commentaries: festschrift for Grant R. Osborne on the occasion of his 70th birthday, Leiden, Brill, coll. « Texts and editions for New Testament study », 2013

### Citations
1. 1 2  McKnight 2018.
2. 1 2 3 4 5 6 7 8  TIU 2019.
3. ↑  Melick 2013.
4. ↑  Thiselton 2009.
5. ↑  Whright 1996, p. 154. « Le traitement arminien typique des versets importants peut être trouvé dans les articles de Grant Osborne dans Clark Pinnock, ed., Grace Unlimited (Minneapolis: Bethany, 1975) et The grace of God, the Will of Man. »
6. ↑  Osborne 2007, p. 7.
7. ↑  Osborne 2007, p. 86-128.
8. ↑  Allen 2010, p. 537. « Par définition, un arminien croit qu'il est possible pour un chrétien vraiment né de nouveau de perdre son salut. Les interprètes arminiens reconnaissent à juste titre que l'auteur des Hébreux s'adresse à ses lecteurs en tant que croyants tout au long de l'épître. [...] Grant Osborne, dans son chapitre "A Classical Arminian View" dans "Four Views on the Warning Passages in Hebrews", 86-128, informe ses lecteurs dans le deuxième paragraphe que Heb 6: 4-6 parle de vrais croyants qui commettent l'apostasie qui est le péché impardonnable, et ainsi perdent leur salut pour toujours. »

### Sources
- (en) David L. Allen, Hebrews: An Exegetical and Theological Exposition of Holy Scripture, Nashville, B&H Publishing, 2010
- (en) Richard R. Melick, In Defense of the Bible: A Comprehensive Apologetic for the Authority of Scripture, 2013, « Can We Understand the Bible? », p. 114
- (en) McKnight, « Grant Osborne », Jesus Creed, Patheos, 2018 (consulté le 16 janvier 2021)
- Anthony C. Thiselton, Hermeneutics: An Introduction, 2009 (lire en ligne), p. 14
- (en) TIU, « Professors Emeriti », Trinity International University, 2019 (consulté le 16 janvier 2021)
- (en) R. K. McGregor Whright, No Place for Sovereignty: What's Wrong with Freewill Theism, Downers Grove, InterVarsity, 1996